# Scrophularia smithii
Scrophularia smithii är en flenörtsväxtart. Scrophularia smithii ingår i släktet flenörter, och familjen flenörtsväxter.

## Underarter
Arten delas in i följande underarter:
- S. s. hierrensis
- S. s. langeana
- S. s. smithii